# Pöls (ehemalige Gemeinde)
Pöls ist eine ehemalige Marktgemeinde (Markterhebung am 1. Juni 2004) im österreichischen Bundesland Steiermark mit 2368 Einwohnern (Stand: 31. Oktober 2013) im Gerichtsbezirk Judenburg, Bezirk Murtal. Seit 2015 ist Pöls im Rahmen der steiermärkischen Gemeindestrukturreform mit der Gemeinde Oberkurzheim zusammengeschlossen. Die neue Gemeinde führt den Namen „Pöls-Oberkurzheim“.

## Geographie

### Geographische Lage
Pöls liegt zwischen den südlichen Ausläufern der Rottenmanner und Wölzer Tauern sowie der Seckauer Alpen im Pölstal. Die südlichen Ortsteile Greith, Paig und Thalheim sind im bzw. an Südhängen zum Murtal gelegen. Höhere Berge im Gemeindegebiet sind der Geigerkogel (1402 m), der Gerschkogel (1231 m), der Falkenberg (1158 m), der Raningerkogel (945 m) und der Wetzelsberg (1276 m). Der tiefste Punkt des Gemeindegebietes ist in der Mur an der Grenze zu Judenburg gelegen (ca. 710 m).

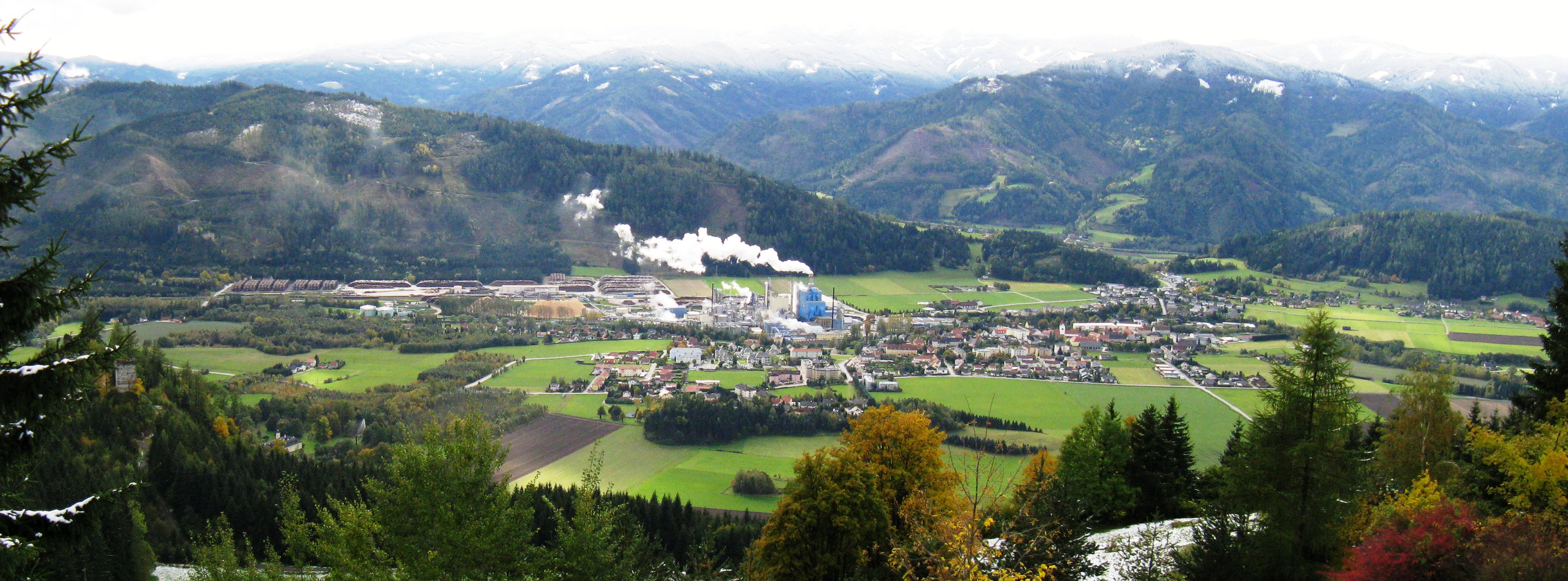
Panorama vom Geigerkogel

### Gliederung
Die ehemalige Gemeinde gliederte sich in 14 Ortschaften (Einwohner Stand 1. Jänner 2015):
- Allerheiligen (24)
- Allerheiligengraben (12)
- Enzersdorf (127)
- Greith (104)
- Gusterheim (195)
- Mühltal (11)
- Offenburg (29)
- Paig (64)
- Paßhammer (15)
- Pöls (1538)
- Pölshof (23)
- Sauerbrunn (25)
- Thalheim (158)
- Thaling (83)

Die Gemeinde bestand aus den vier Katastralgemeinden (Fläche Stand 31. Dezember 2023):
- Allerheiligen (1.729,81 ha)
- Enzersdorf (353,81 ha)
- Pöls (517,31 ha)
- Thalheim (747,34 ha)

### Geologie
Die den Ort umgebende Landschaft ist geprägt von glazialen Formen, Endmoränen und Hügeln aus der letzten Eiszeit. Tief eingeschnitten in den Eiszeitschotter windet sich der Fluss Pöls, aus den Niederen Tauern kommend, durch Tal und Ort.

### Nachbargemeinden bis Ende 2014
| Oberkurzheim               | Gaal                                        | Gaal      |
| Sankt Georgen ob Judenburg | Kompassrose, die auf Nachbargemeinden zeigt | Fohnsdorf |
| Sankt Peter ob Judenburg   | Sankt Peter ob Judenburg                    | Judenburg |

## Geschichte

### Anfänge

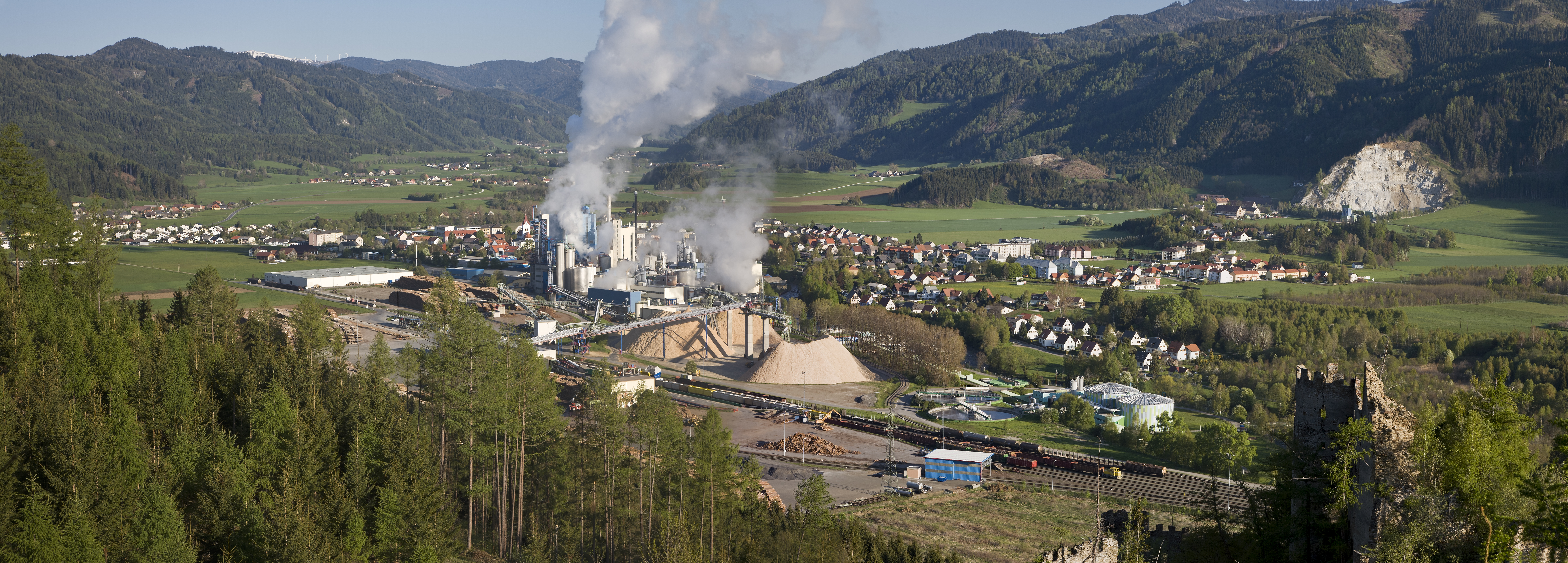
Blick auf den Ort Pöls, von der Burgruine Reifenstein

Blick auf die Ortschaft Thalheim von Südwesten.

Hinweise auf eine Besiedlung dieser Gegend schon im 2. Jahrtausend v. Chr. geben zahlreiche Funde von Werkzeugen und Gebrauchsgegenständen aus dieser Zeit. Zahlreiche Indizien deuten auch auf eine Römersiedlung auf dem zum Murtal abfallenden Pölshals hin. An diesem Pölshals lag aller Wahrscheinlichkeit nach auch die römische Poststation MONATE. Hier traf die Römerstraße in einem Straßenknoten mit einer vom Aichfeld kommenden Nebenstraße zusammen. Relikte römischer Grabanlagen wurden bis in das beginnende 20. Jahrhundert hinein um Pöls herum gefunden.

### Frühmittelalter
Nach 582 wanderten die Slawen von Osten her aus den von den Awaren beherrschten Gebieten ein. Die Siedlungen der Slawen mieden den sumpfigen Talgrund und waren hauptsächlich an den Talrändern zu finden. Viele Namen slawischen Ursprungs zeugen heute noch von der slawischen Siedlungstätigkeit.
Mit großer Wahrscheinlichkeit befand sich im Gebiet des Pölshals eine frühere Kirche, die als Kirche ad Undrimas im Jahr 767 vom Chorbischof Modestus geweiht wurde und im Bereich des Riedes Ingring Wochen vermutet wird.
Im Jahre 860 wird Pöls erstmals urkundlich erwähnt (als „curtis ad pelisam“ – der Gutshof am Pölsbach) und gehört somit zu den ältesten Orten der Steiermark. In der ersten Hälfte des 9. Jahrhunderts setzte der Zustrom bayrischer Bauern ein. Nicht wenige slawische Siedlungen erhielten deutsche Namen, es gab jedoch auch Siedlungsneugründungen durch die bayrischen Einwanderer. Einfälle von Ungarn brachten die bayrische Siedlungstätigkeit in der ersten Hälfte des 10. Jahrhunderts kurzfristig zum Erliegen. Nach der für die Ungarn desaströsen Schlacht auf dem Lechfeld (955) setzte die bayrische Kolonisation wieder umso stärker ein.

### Hoch- und Spätmittelalter
Im 12. und 13. Jahrhundert kam es zu umfassenden Rodungen und zur Anlage vieler neuer Höfe, eine Entwicklung, die um 1300 ihren Höhepunkt erreichte. Das 14. Jahrhundert sah den Niedergang vieler Höfe in Lagen, die wirtschaftlich nicht lebensfähig waren (von 70 im Allerheiligengraben bei Pöls bewirtschafteten Höfen sind bis heute nur zwei Anwesen übrig geblieben). In der zweiten Hälfte des 12. Jahrhunderts war durch Zerschlagung des Großgutshofes „ad Pelisam“ und die Ansiedlung von Handwerkern und Taglöhnern das Dorf Pöls entstanden.

### Übergang zur Neuzeit
Im 15., 16. und 17. Jahrhundert wuchs das Dorf Pöls. Etliche Handwerker und Keuschler siedelten sich hier an. Gegen Ende des 17. Jahrhunderts stockt die räumliche Ausdehnung von Pöls für etwa 200 Jahre, wahrscheinlich verursacht durch Wirtschaftskrisen, Seuchen und Kriege. Seit dem 18. Jahrhundert wurden die üblicherweise aus Holz gezimmerten Häuser (Holzkeuschen) abgelöst von aus Steinen gemauerten Häusern. Aufgestockt wurden viele Objekte erst in den letzten 150 Jahren. Bis in die jüngste Vergangenheit hinein war das Dorf umzäunt. Selbstschließende Falltore versperrten die Zugänge als Schutz gegen eindringendes Weidevieh und Raubtiere.
In der Zwischenkriegszeit entwickelte sich das bäuerliche Dorf Pöls zum Industrieort.

### Industrialisierung
Am Beginn der Industrialisierung standen die Hammerwerke im Pölstal (Anfang 16. Jhdt.), später folgten Sensenwerke und von 1865 bis 1901 wurde auch Eisen verhüttet. 1700 begann Ferdinand Fürst Schwarzenberg, der kurz zuvor das 1660 errichtete Schloss Gusterheim gekauft hatte, mit der Papiererzeugung in Pöls. Seit dieser Zeit ist die Geschichte der Gemeinde Pöls scheinbar untrennbar mit der im Ort befindlichen Papier- bzw. Zellstoffproduktion verbunden. Zu Beginn des 20. Jahrhunderts wurde mit der Gewinnung von Zellstoff aus Holzfasern die moderne industrielle Entwicklung eingeleitet.

### Erster Weltkrieg und Zwischenkriegszeit
Im Ersten Weltkrieg war Pöls von Kampfhandlungen verschont geblieben, jedoch waren 19 Soldaten aus Pöls gefallen. Durch wirtschaftliche Unsicherheit und materielle Not waren die ersten Nachkriegsjahre besonders schwierig. Zusätzlich brach am 10. Oktober 1920 die Maul- und Klauenseuche aus, die den Viehbestand beträchtlich dezimierte und erst im April 1922 beendet war.
Der Ausbau der Papierindustrie durch die italienische Firma BURGO ab 1921 ließ die Bevölkerung rasch wachsen. In der Folge vergrößerte sich Pöls durch die Notwendigkeit, Wohnraum für die Werksangehörigen zu schaffen und die daraus resultierende rege Bautätigkeit, rasch. Wie in ganz Österreich war die politische Lage in den folgenden Jahren äußerst gespannt.

### Zweiter Weltkrieg
Im Zweiten Weltkrieg blieb Pöls dank seiner inneralpinen Lage und der nicht kriegswichtigen Industrie von Zerstörungen weitgehend verschont. Zwar wurde des Öfteren Luftalarm gegeben (z. B. im Dezember 1944 31 Mal), jedoch wurde das Pölstal meist nur überflogen. Nur einmal, am 7. Februar 1945, wurde Pöls von fünf leichten, amerikanischen Kampfflugzeugen im Tiefflug unter Beschuss genommen. Ziel war vor allem die Fabrik, jedoch hatten auch 21 Privathäuser Einschüsse. Personen kamen dabei nicht zu Schaden. Die meisten Luftangriffe in der Region wurden im März 1945 verzeichnet. Mehrmals war der Bahnhof Thalheim Ziel von Angriffen, so z. B. am 12., 14. und 25. März. Am 11. Mai 1945 wurde Pöls von der Roten Armee besetzt, kam jedoch in weiterer Folge wie die gesamte Steiermark unter britische Besatzung. Insgesamt fielen im Zweiten Weltkrieg 117 Pölser Soldaten.

### Nachkriegszeit bis zur Gemeindeauflösung
Nach dem Ende des Zweiten Weltkrieges zeigte sich eine rasante bauliche Entwicklung, die sich auf die Gestaltung des Ortsbildes nachhaltig auswirkte. Das neue Amtsgebäude der Gemeinde, die Kirche und der renovierte Pfarrhof bildeten nun den Kern des Ortes. Am Ortsrand entstanden Ansammlungen von Einfamilienhäusern. In den letzten Jahrzehnten gingen die Bemühungen der Gemeinde vor allem in Richtung der Hebung der allgemeinen Lebensqualität, was auch diverse Auszeichnungen bestätigen (siehe weiter unten).
Mit 1. Juni 1951 benannte sich Pöls in Pöls ob Judenburg um, und am 1. Jänner 1976 wieder zurück in Pöls.
Seit 2015 ist Pöls im Rahmen der steiermärkischen Gemeindestrukturreform mit der Gemeinde Oberkurzheim zusammengeschlossen; die neue Gemeinde führt den Namen „Pöls-Oberkurzheim“.

### Religionen
Laut der Volkszählung 2001 waren 83,9 % der Bevölkerung römisch-katholische Christen, 2,5 % evangelische Christen, 0,1 % Muslime und jeweils 1,0 % der Einwohner hatten ein sonstiges bzw. ein nicht bekanntes Glaubensbekenntnis angegeben. 11,4 % der Pölser Bevölkerung waren ohne Bekenntnis.

## Politik

### Gemeinderat
Vor der Gemeindezusammenlegung setzte sich der Gemeinderat nach der Gemeinderatswahl am 21. März 2010 zusammen aus:
- 9 SPÖ – Sozialdemokratische Partei Österreichs
- 3 ÖVP – Österreichische Volkspartei
- 3 DLK – Demokratische Liste Kaiser

### Bürgermeister
Letzter Bürgermeister war Gernot Esser (SPÖ).

### Wappen
Das Gemeindewappen der Marktgemeinde Pöls wurde im Jahre 1971 offiziell verliehen.
Blasonierung:
„In rotem Schild auf silbernem, mit einem roten Zahnrad belegten Dreiberg drei silberne gezinnte Wehrtürme.“
Das Zahnrad symbolisiert die wirtschaftlich bestimmende Industrie, die drei Wehrtürme sind ein Hinweis auf die drei umgebenden Burgen Offenburg, Reifenstein und Sauerbrunn.

### Städtepartnerschaften
Pöls pflegt Partnerschaften mit:
- Mainhausen, Deutschland
- Medulin, Kroatien

Mit der Gemeinde Oberkurzheim bestand eine enge gesellschaftliche Verstrickung, weil viele öffentliche Institutionen (Volksschule, Hauptschule, Kath. Pfarrkirche, früher auch Gemeindeamt) für beide Gemeinden zuständig sind, bzw. das Gemeindeamt von Oberkurzheim sich bis vor kurzem in Pöls befunden hat.

## Kultur und Sehenswürdigkeiten

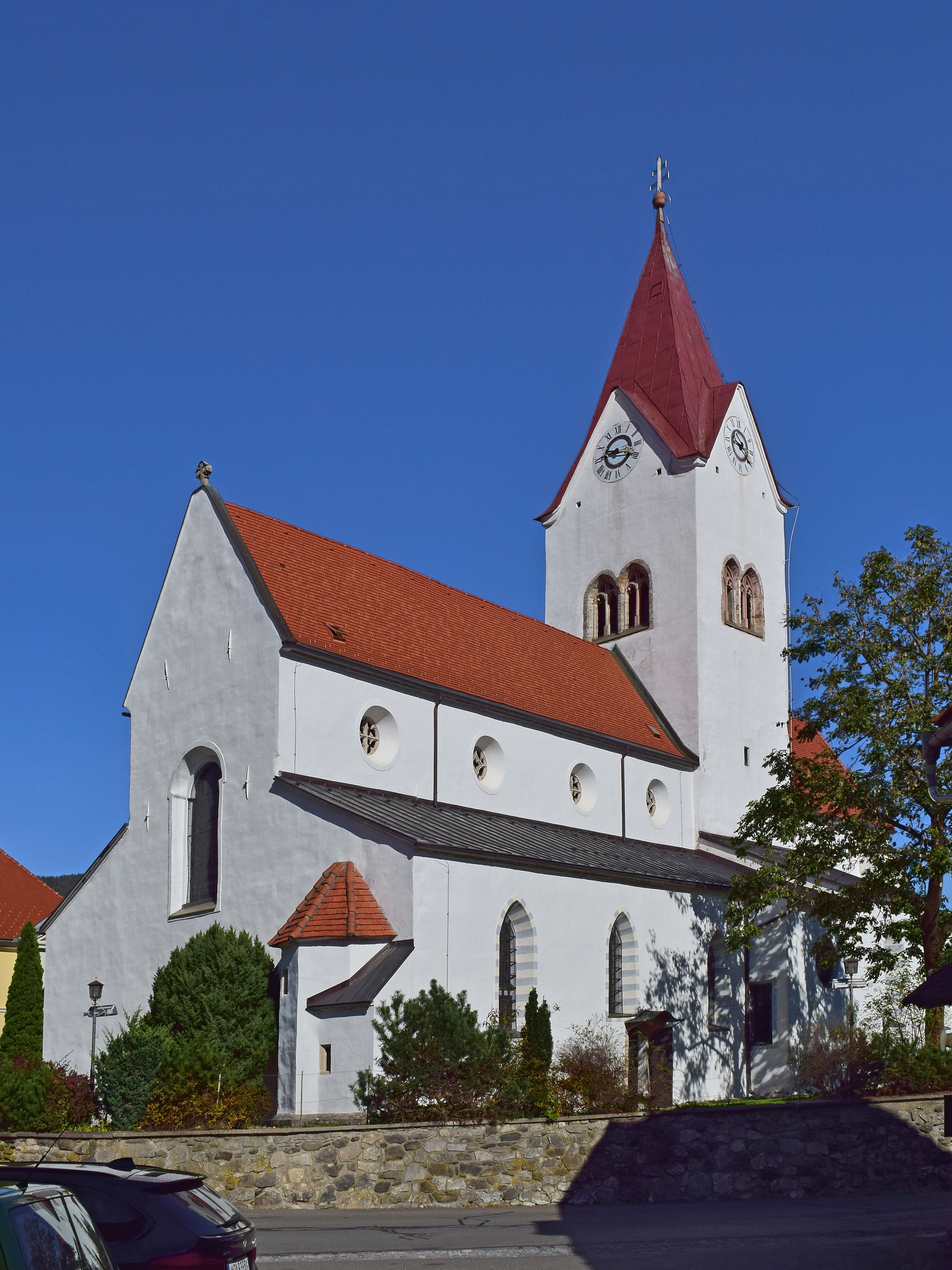
Pfarrkirche Pöls

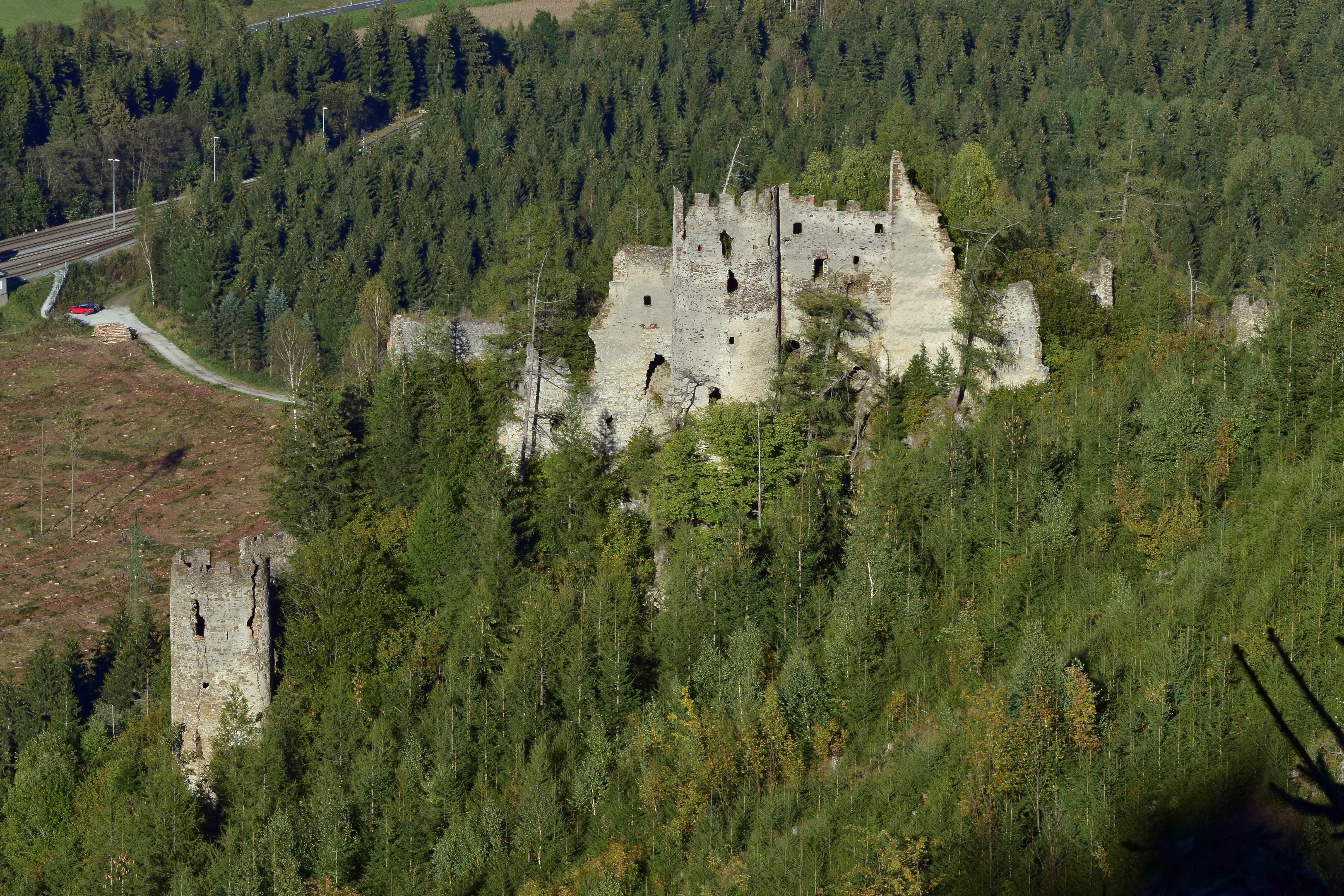
Burgruine Reifenstein bei Pöls

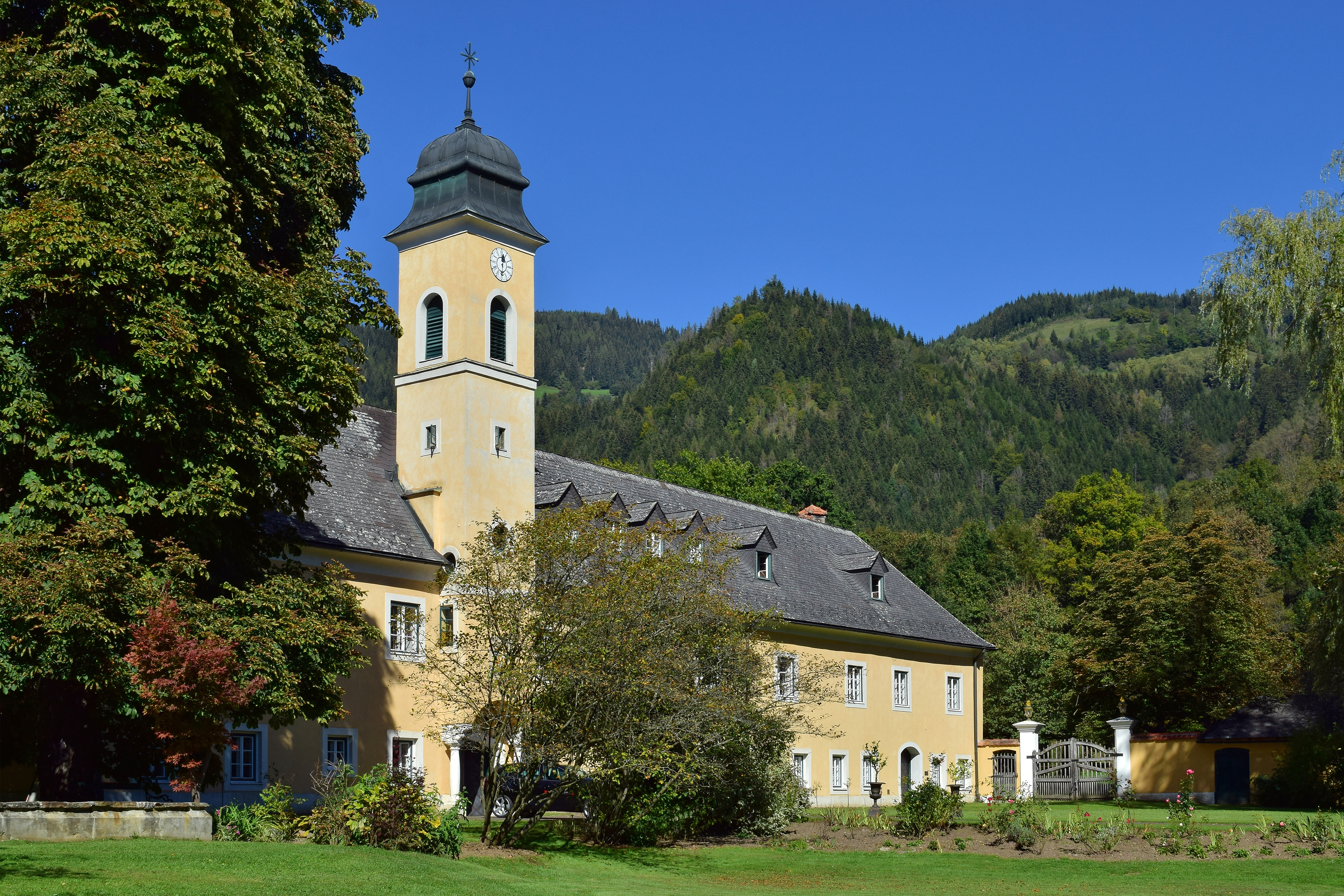
Schloss Gusterheim

- Katholische Pfarrkirche Pöls Mariä Himmelfahrt: Erwähnenswert ist die im 12. Jahrhundert errichtete romanische Pfarrkirche, eine dreischiffige Pfeilerbasilika mit vier Jochen und einem Querschiff, die ein gotisches Kreuzrippengewölbe aufweist.

Die im barocken Stil gehaltene Innenausstattung stammt im Wesentlichen aus dem 18. Jahrhundert. Der Hochaltar ist ein Werk des Judenburger Bildhauers Balthasar Brandstätter. Neben der Kirche stehen der romanische Karner (derzeit Aufbahrungsstätte) und eine gotische Totenleuchte.
- Pfarrkirche Allerheiligen bei Pöls
- Im Norden von Pöls, auf einem Felsvorsprung des Geigerkogels, liegt in ca. 1050 m Seehöhe die um etwa 1074 erbaute Offenburg, die nach einem verheerenden Brand im Jahr 1590 rasch verfallen ist und heute nur noch der ehemals fünfstöckige Bergfried bis zur Höhe des hoch über dem Erdboden liegenden Eingangstores erhalten ist.
- Im Südosten, am Falkenberg, liegt die Burgruine Reifenstein, die um 1145 im gotischen Stil erbaut und im 16. Jahrhundert im Renaissancestil erweitert wurde. Als im Jahr 1809 Napoleon I. mit seinen Truppen einmarschierte und in der mittlerweile verlassenen Burg ein Lazarett einrichten wollte, wurden die Dächer durch die Österreicher abgerissen und die Einrichtung weggeschafft, womit der endgültige Verfall eingeleitet wurde. Doch auch heute noch zeugen die mächtigen Ruinen von der einst so imposanten Burg. Der Zugang zur Ruine ist derzeit wegen Einsturzgefahr verboten.
- Am Pölshals, an einem Südhang des Murtales, liegt das um 1550 von Franz von Teuffenbach über zwölf Mineralquellen errichtete Schloss Sauerbrunn. Kurz darauf folgte auch die Sternschanze, vermutlich eine befestigungstechnische Spielerei, deren tatsächliche Funktion wohl nie geklärt werden wird. Das Schloss Sauerbrunn ist aufgrund seiner Verwendung (Abfüllanlage des „Thalheimer Mineralwassers“) bis heute sehr gut erhalten.
- Im Osten von Pöls liegt im gleichnamigen Ortsteil das Schloss Gusterheim, an dessen Standort im damaligen Dorf Unterkurzheim sich früher ein großer Bauernhof befand, der Gusterhof, dessen damaliger Besitzer Johann Christian Payrlechner von Lerchenthal am 24. August 1661 vom österreichischen Kaiser die Erlaubnis erhielt, diesen Hof in ein Schloss auszubauen und sich fortan von Lerchenthal und Gusterheim zu nennen. Der Name des Schlosses geht also auf die Verschmelzung der Wörter Gusterhof und Unterkurzheim zurück. Es dient heute der Adelsfamilie von Pezold als Wohnsitz.

### Die Sternschanze bei Schloss Sauerbrunn
In unmittelbarer Nähe befindet sich oberhalb von Schloss Sauerbrunn die sogenannte „Sternschanze“. Es handelt sich um einen kleinen frühneuzeitlichen Wehrbau in vierzackiger Sternform, wie er in Nordeuropa wohl nur sehr selten errichtet wurde. Eine fortartige „Miniaturfestung“. Der eigentliche Grund für die Errichtung ist bislang unklar. Da die Sternschanze in Nähe des Schlosses liegt, ist aber anzunehmen, sie diente zu dessen Schutz und zur sicheren Verwahrung von Wertsachen und als Rückzugsort der örtlichen Bevölkerung und der Schlossbewohner in Kriegszeiten.
Der Burgenforscher Otto Piper beschreibt den Bau in seinem Buch Burgenkunde (1912) folgendermaßen:

„Ein ganz besonders eigenartiger Bau ist ferner die Sternschanze, welche auf einem von der Natur wenig begünstigten Gelände etwa 100 Schritte von dem steiermärkischen Schlosse Sauerbrunn entfernt liegt. Innen vor dem (alten) ebenerdigen Eingang führt eine Falltür und Treppe in ein Kellergeschoß hinab. Das Eingangsstockwerk nebst dem darüber liegenden sind überwölbt. Vom ersteren aus führt (ausser späteren geradläufigen Holztreppen) eine enge Wendelstiege (Wendeltreppe) in der südwestlichen Mauerecke in die drei darüber liegenden Geschosse (Abbildungen 170 I bis III auf S. 259). Ueber den besonderen Eingang des vorletzten (Geschosses) siehe S. 199. Unter den zahlreichen Schießscharten, welche ursprünglich allein das Innere notdürftig erhellten, sind besonders die röhrenförmigen (siehe Kapitel 12, S. 350) bemerkenswert. Die über einem Kordonstein liegende Wehrplatte hat als Zinnenkranz eigenartige, nicht völlig klare Aufbauten, die nicht mehr ganz erhalten, auch vielleicht nicht ganz fertig geworden sind. Darüber zwei parallele Halbwalmdächer. Von einem Abort oben in der südöstlichen Mauerecke (siehe Kapitel 16) abgesehen, ist keine auf einen dauernden Aufenthalt von Menschen hinzielende Einrichtung vorhanden. Der um 1552 errichtete Bau scheint auch immer nur als Magazin gedient zu haben.“

Sowie:

„In besonderem Maße sind diese Scharten (Schießscharten) in zwei Stockwerken der sogenannten Sternschanze bei Sauerbrunn in (der) Steiermark ausgebildet (1, Verweis auf sein Buch ‚Österreichische Burgen‘, Band II, S. 175). Die 44 cm breiten und 53 cm hohen Mauerkanäle bestreichen hauptsächlich im unteren Stockwerk die gegenüberliegenden Schenkel der stumpfen Winkel (allerdings bei der hohen Lage jener wohl nur im Hinblick auf eine Leiterersteigung), und augenscheinlich hat man nur um deswillen dem Gebäude diese Sternform gegeben. Die Mündung der beiden Schiessröhren auf der Westseite des unteren Stockwerkes siehe Bild 169 (S. 259) über der ebenerdigen Tür. Im oberen Geschoß, Bild 170 II, (S. 259) münden die Röhren in der äusseren Ausweitung anderer geradeaus gerichteter Scharten.“

Außerdem weist Piper darauf hin, dass der Hocheingang zum zweiten (Ober)Geschoß eine Aussparung (Falz) hat, in die eine Zugbrücke aufgenommen gewesen sein kann (siehe Abbildung 169 auf S. 259).
Die Abbildung 169 (S. 259) zeigt die dem Schloss Sauerbrunn zugewandte westliche Seite mit dem ebenerdigen Eingang des Erdgeschoßes und dem Hocheingang des zweiten Obergeschoßes (II). Die Querschnitte von drei Geschoßen (I, II, III) sind als Bild 170 auf S. 259 angeführt. Es wurden wohl nur die Querschnitte der drei(?) Obergeschoße abgebildet, da die Abbildungen 170 I bis III nur in Abbildung II eine Türöffnung aufweisen.

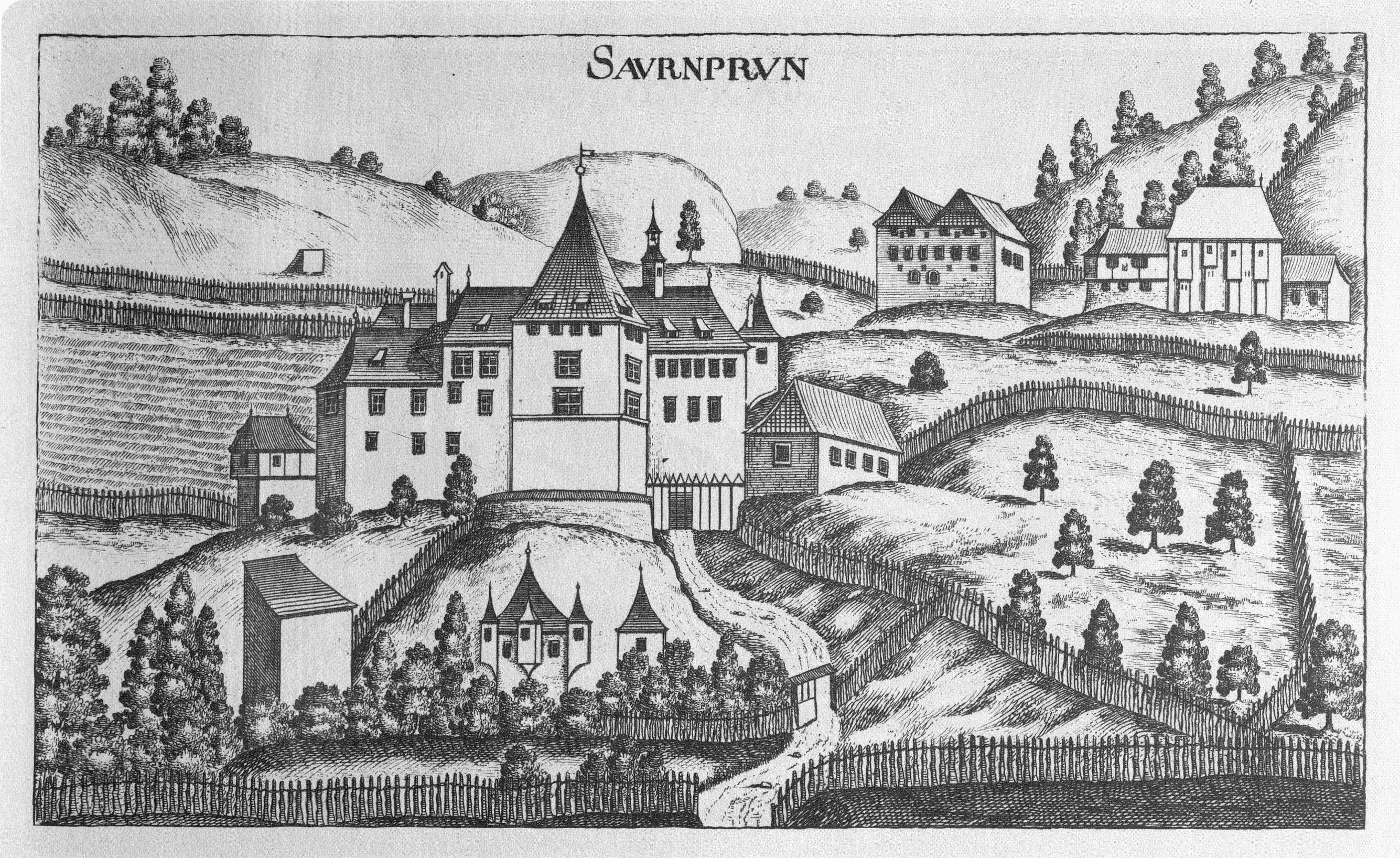
Schloss Sauerbrunn mit der rechts oberhalb davon gelegenen Sternschanze im Jahre 1681, Kupferstich von Georg Matthäus Vischer, älteste bekannte Ansicht
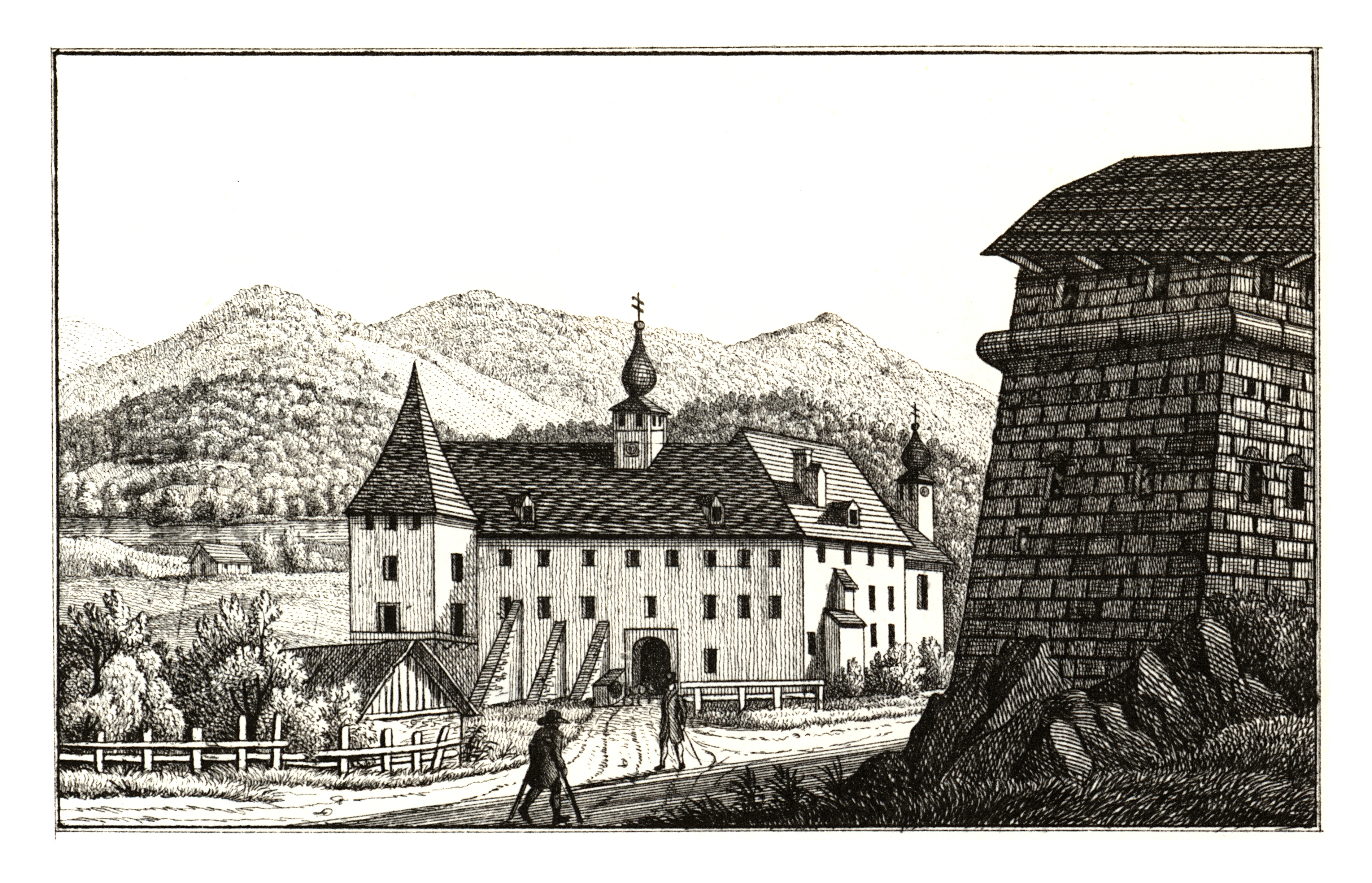
Die Sternschanze (rechts) und Schloss Sauerbrunn, Lithografie von J.F.Kaiser, 1830
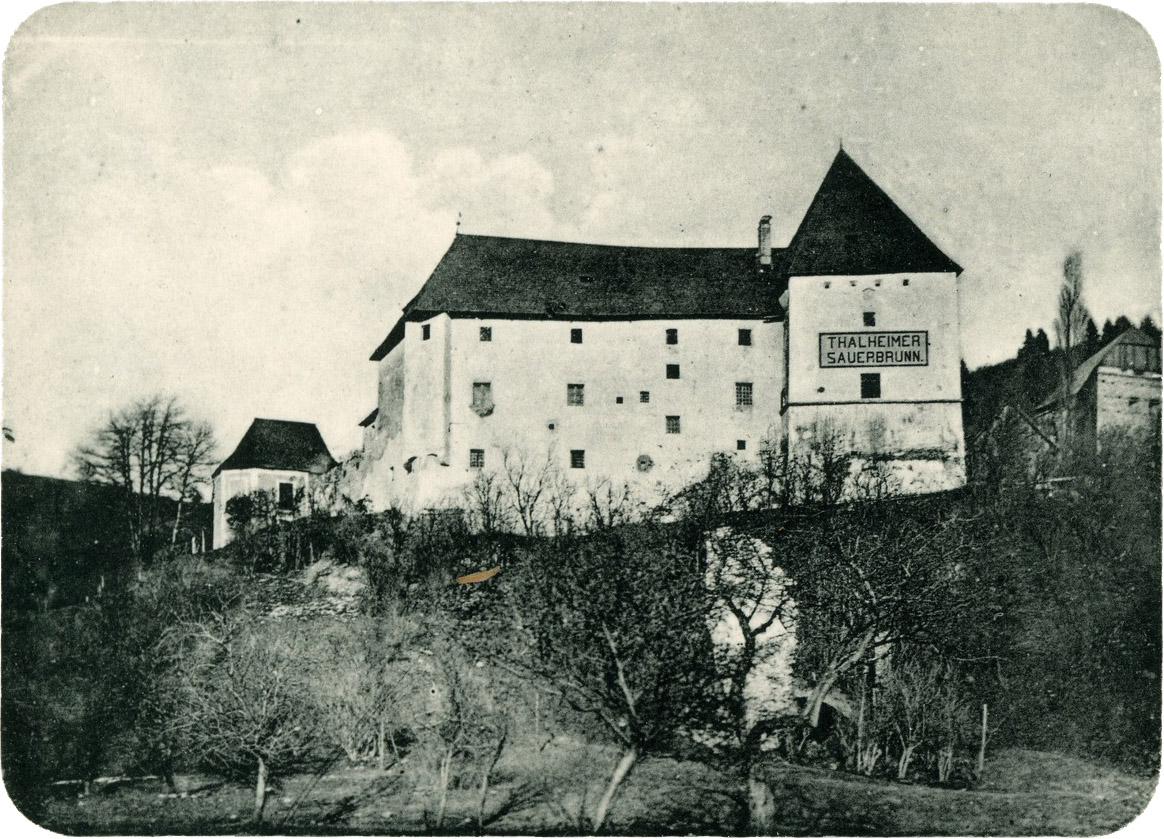
Schloss Sauerbrunn im Jahre 1909, rechts die Sternschanze
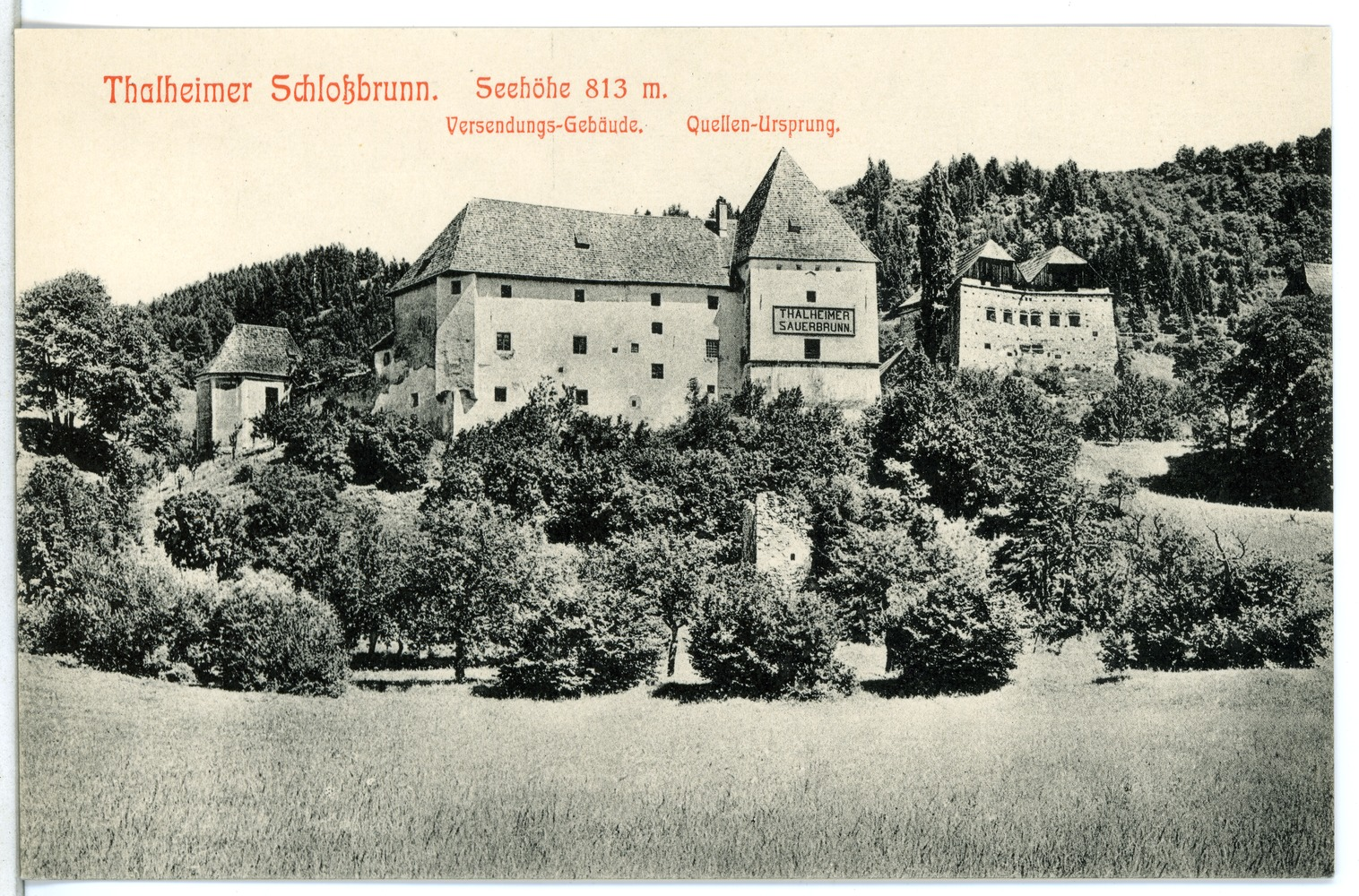
Schloss und Sternschanze, Postkarte Brück u. Sohn Kunstverlag Meißen, 1911
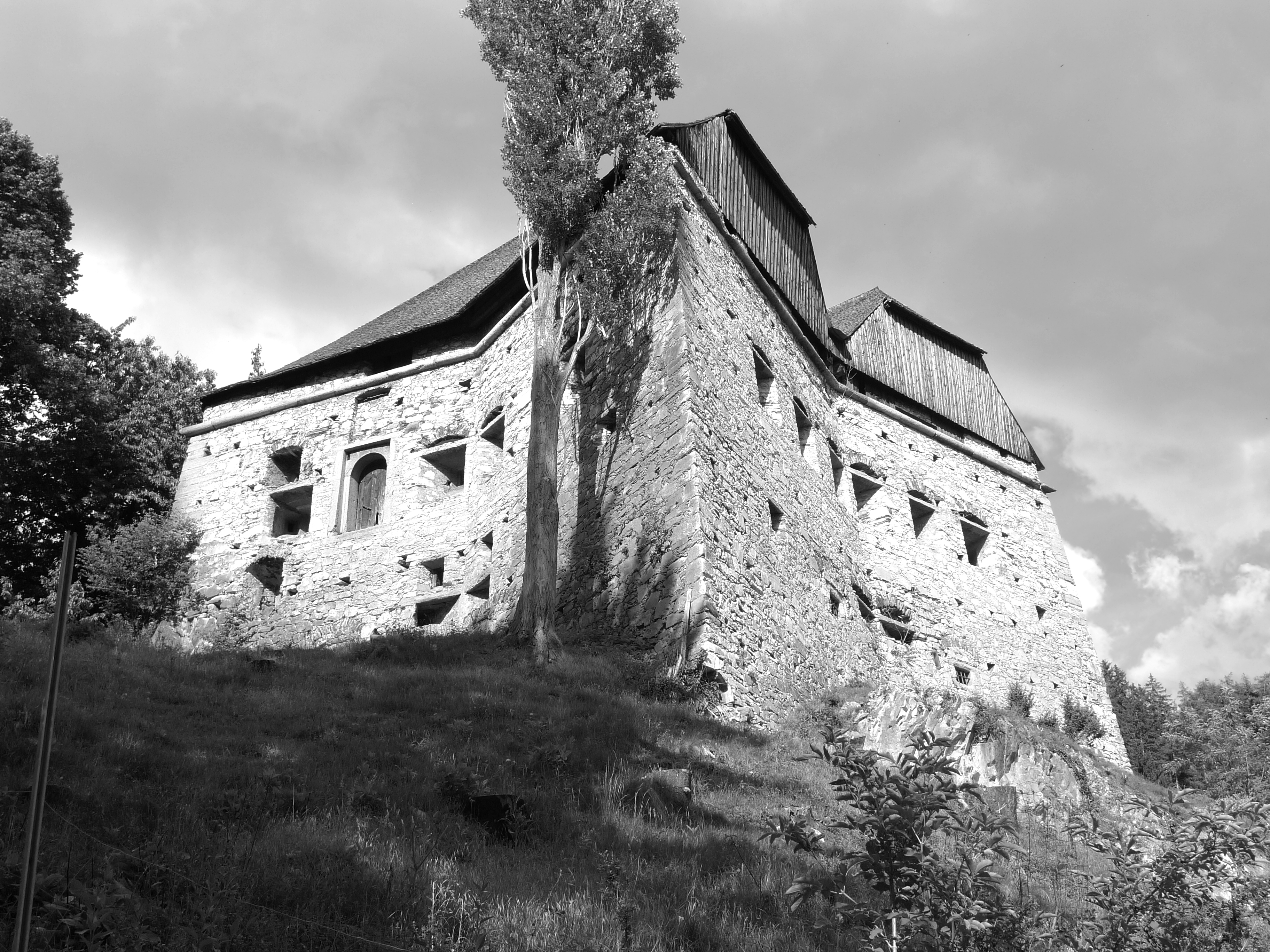
Sternschanze, links der Bildmitte die westliche dem Schloss Sauerbrunn zugewandte Seite mit Erdgeschoßeingang (hier nicht sichtbar) und Hocheingang
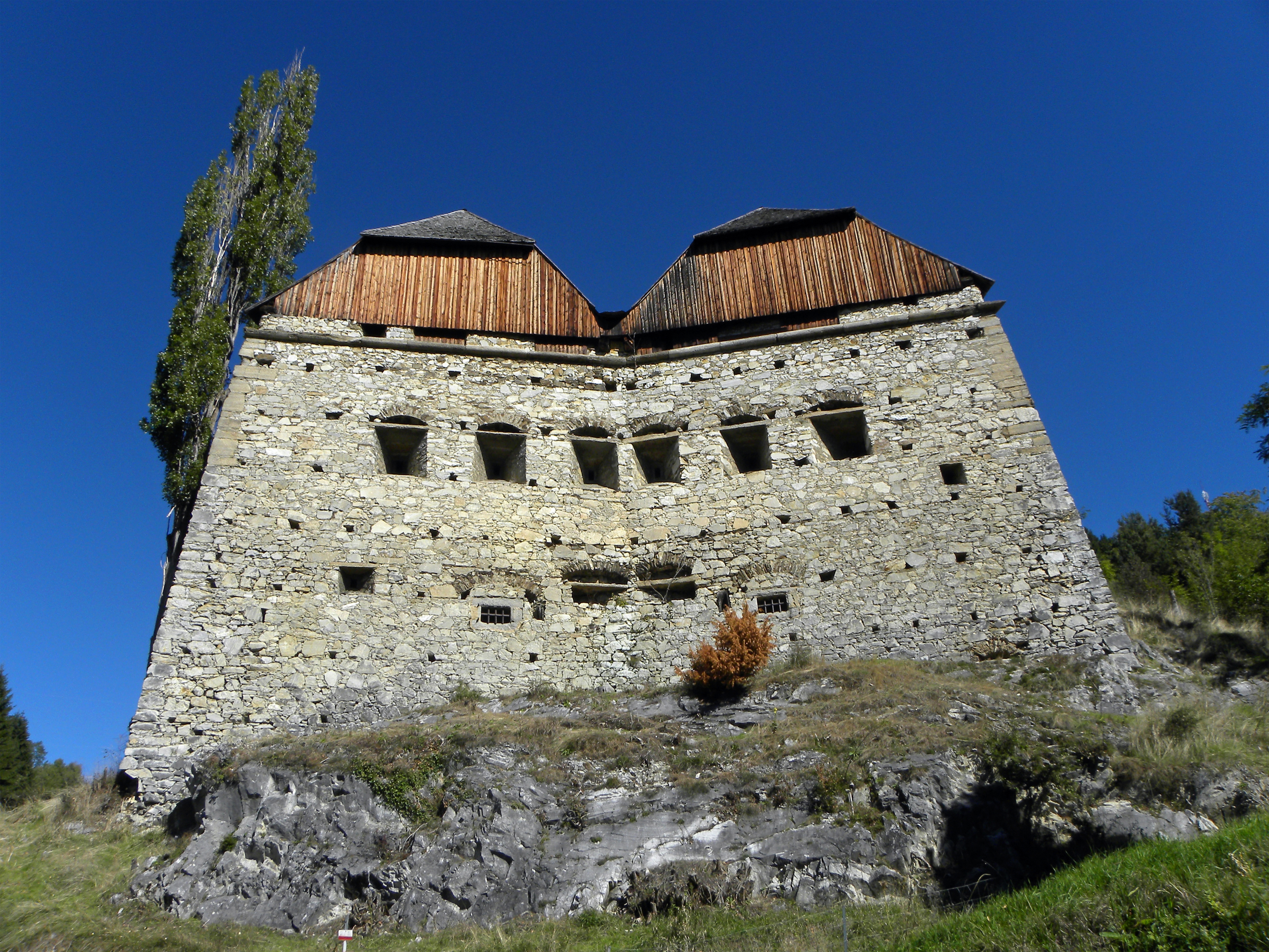
Südliche Seite
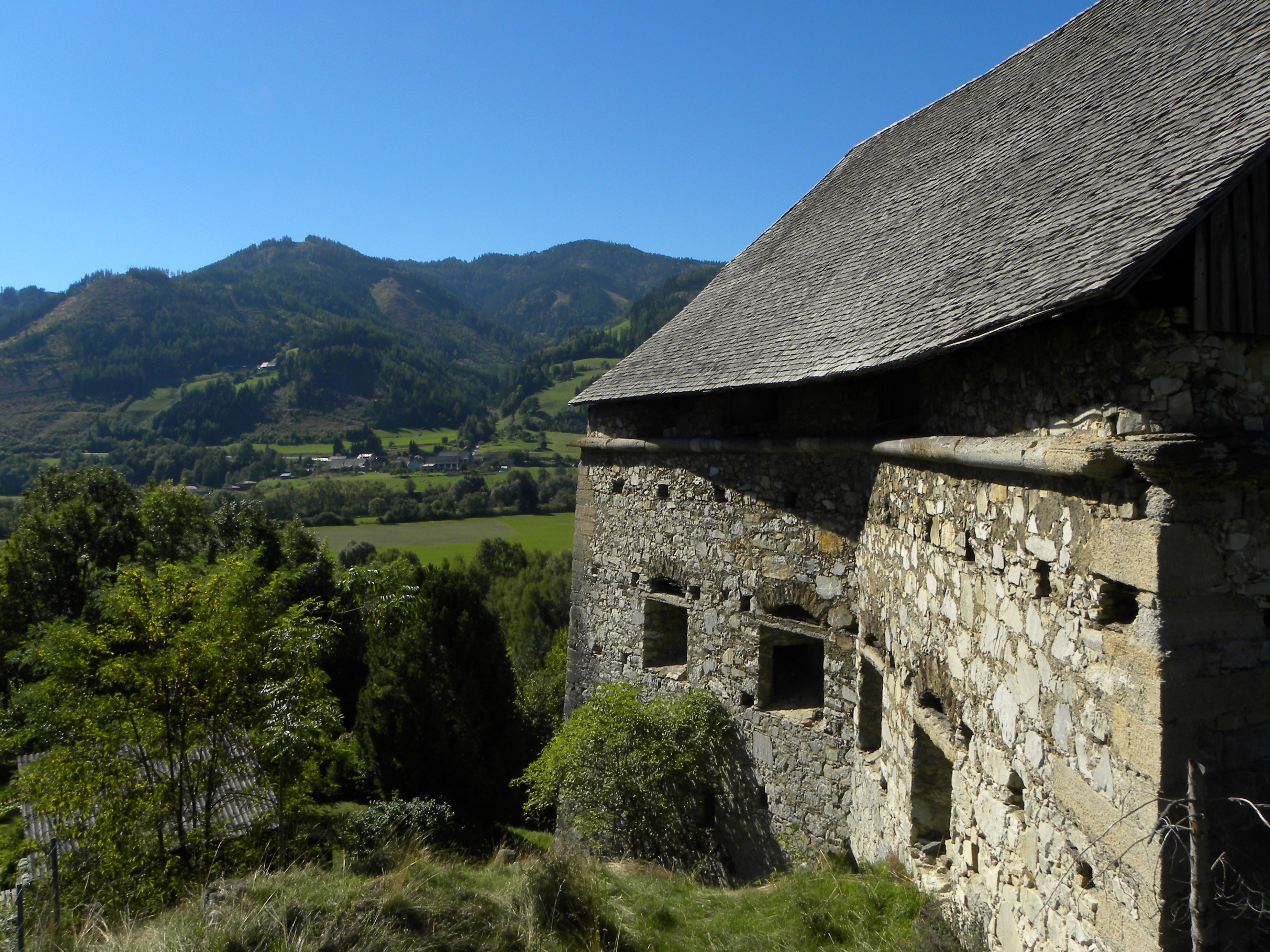
Ausblick an der östlichen Seite
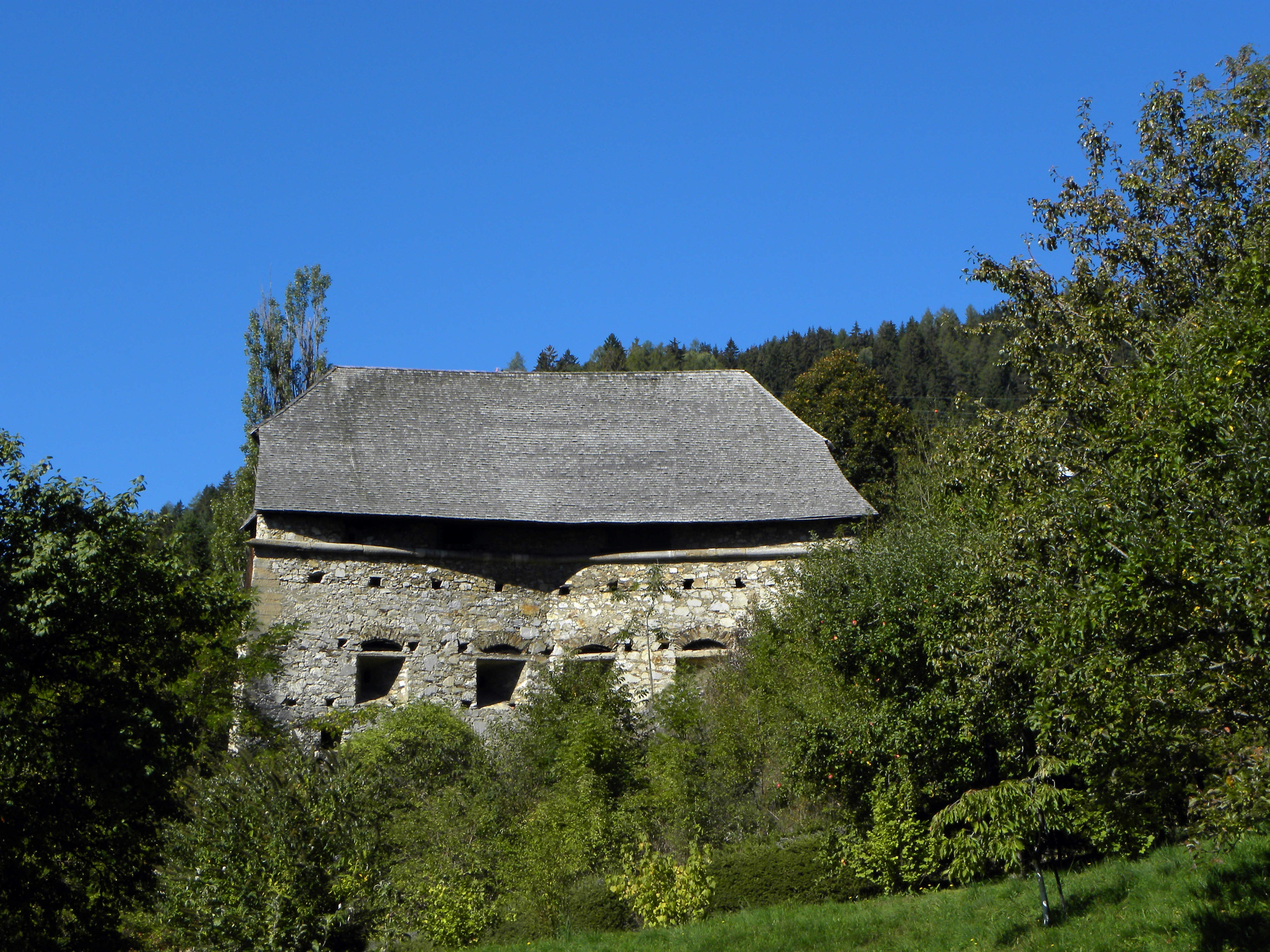
Östliche Seite

### Sport
Zahlreiche sportliche Betätigungsmöglichkeiten:
- Fußballverein FSC Pöls
- Judo-Klub ASKÖ Pöls
- Tennisverein
- Squashhallen
- Paragleiten und Hängegleiten
- Murradweg R2
- Mountainbikestrecken
- Hallenbad und Bio-Badeteich
- Kartsport
- Reiten
- Skilanglauf-Loipen
- verschiedene alpine Skigebiete in unmittelbarer Umgebung (z. B. Lachtal, Hohentauern). Bis vor wenigen Jahren existierte im Gemeindegebiet ein Schlepplift und eine Skipiste auf dem Falkenberg. Der „Spornlift“ stand im unbestätigten Ruf, der steilste Schlepplift der Steiermark zu sein.
- Eislaufplatz
- Eisstock-Bahnen

## Wirtschaft und Infrastruktur
Pöls lebt hauptsächlich von der Zellstoff- und Papierindustrie sowie der damit auch verbundenen Holzverarbeitung. In geringerem Ausmaß ist aber auch der Tourismus ein entscheidender Wirtschaftsfaktor. Hier stehen vor allem die guten Sportmöglichkeiten und die Nähe zur Formel 1 – Rennstrecke am Red Bull Ring (ehem. A1-Ring) in Spielberg (Entfernung rund 15 km) als Attraktionen bereit.

### Verkehr
Pöls war in früherer Zeit ein Verkehrsknoten, da sich hier die Straßen aus dem Aichfeld mit der Passstraße über den Triebener Tauern trafen. Noch heute kreuzen sich im Gemeindegebiet die Triebener Straße B 114, die B 114a (Alter Pölshals) und die Fohnsdorfer Straße L 503.
In Thalheim befindet sich ein ÖBB-Bahnhof an einer Teilstrecke der Rudolfsbahn die Zellstoff Pöls AG besitzt einen eigenen Güterbahnhof, der an die Nebenbahnstrecke Zeltweg–Fohnsdorf angebunden ist.

### Ansässige Unternehmen

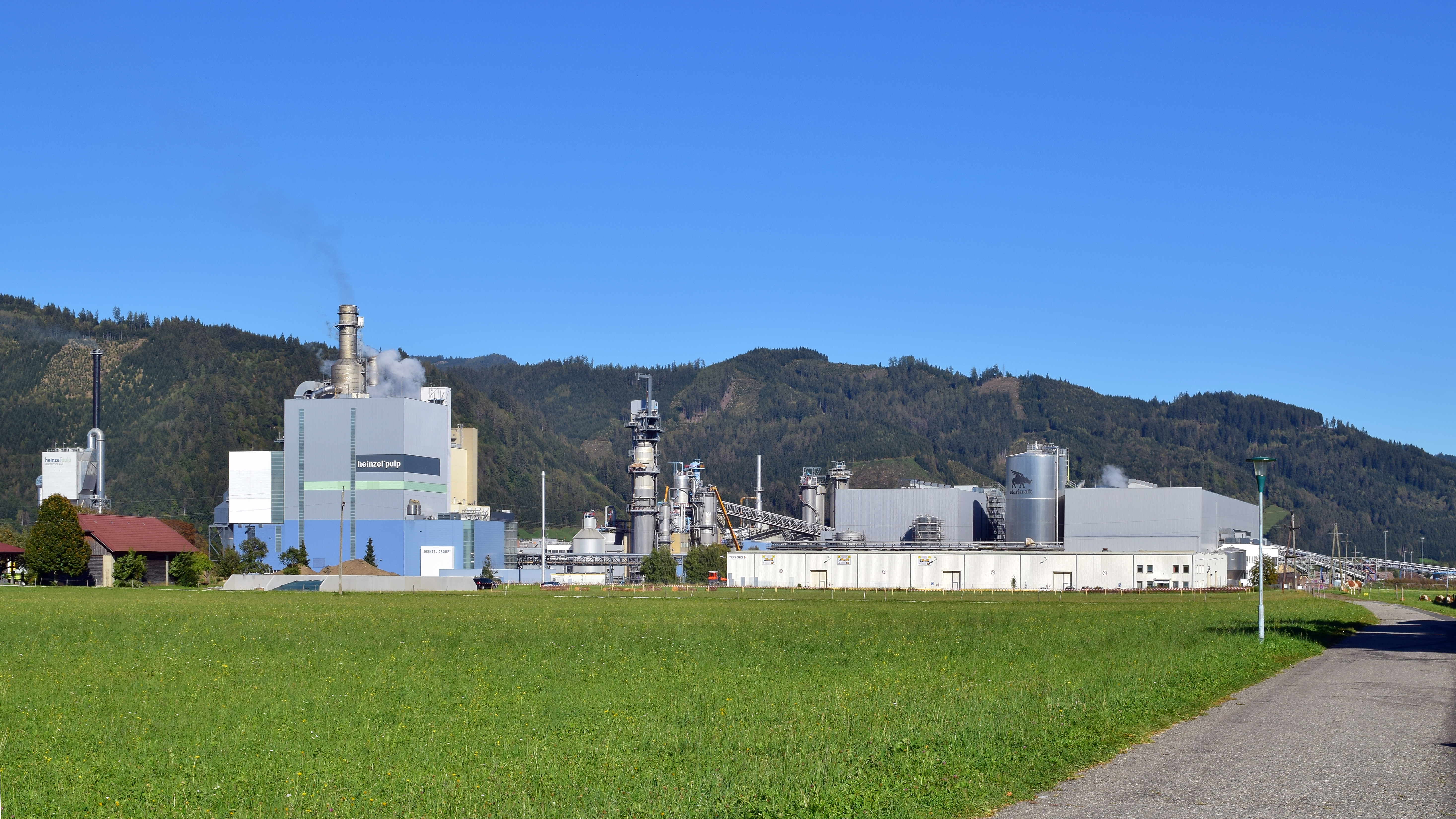
Zellstoff Pöls AG

Der größte Arbeitgeber in Pöls ist die zur Heinzel Group gehörende Zellstoff Pöls AG mit derzeit etwa 409 Mitarbeitern, gefolgt von der Stenqvist Austria Ges.m.b.H. (ehemalige 3P Verpackungswerke) mit etwa 90 Beschäftigten.

### Bildung
- Seit 1458 gibt es in Pöls urkundlich erwähnt eine Volksschule,
- seit 1969 die Hannes-Bammer-Hauptschule, die heute als Technische Hauptschule eine in technische Richtung orientierte Ausbildung anbietet (Schwerpunkte Informatik, ICDL und Maschinentechnik)

## Persönlichkeiten

### Ehrenbürger
- 1874: Karl Herbst, Bezirkshauptmann des Bezirkes Judenburg (1868–1876)
- 1887: Alexander Setznagel (1801–1887), Abt des Stiftes St. Lambrecht (1865–1887)
- 1913: Johann Maier (1850–1929), Holzhändler und sehr engagiertes Gemeindemitglied
- 1960: Josef Schartmüller (1886–1969), Bürgermeister von Pöls (1947–1960)
- 1975: Hannes Bammer (1922–2017), Landesrat
- 1977: Bruno Kreisky (1911–1990), Bundeskanzler
- 1978: Josef Schlager (1918–1987), Nationalratsabgeordneter (1966–1983)
- 1982: Hans Gross (1930–1992), Landeshauptmann-Stellvertreter
- 1985: Othmar Gall, Bürgermeister von Pöls (1960–1985)
- 1991: Simon Koiner (1921–1994), Präsident der steierm. Kammer für Land- und Forstwirtschaft (1971–1980), Landesrat (1980–1983)
- 2000: Karlheinz Staudacher, Bürgermeister von Pöls (1985–2000)
- 2000: Alfred Regner, langjähriger Vize-Bürgermeister von Pöls
- 2000: Peter Schachner-Blazizek (* 1942), Landeshauptmann-Stellvertreter
- 2001: Prälat Josef Jamnig (1924–2016), steirischer Caritasdirektor (1980–1994), Domkapitular[12]
- 2005: Josef Fötsch (1932–2023), Pfarrer von Pöls (1969–2005)
- 2011: Günther Zgubic (* 1949), Menschenrechtsaktivist in Brasilien

### Söhne und Töchter von Pöls
- Gudrun Baudisch-Wittke (1907–1982), Keramikerin, Bildhauerin, Malerin
- Walter Brunner (* 1940), Archivar und Historiker
- Fritz Ertl (1897–1974), Mitglied des Bundesrates (1961–1965)
- Philipp Geissler (1856–1933), Land-, Gastwirt und Abgeordneter zum Österreichischen Abgeordnetenhaus
- Prälat Josef Jamnig
- Simon Koiner (1921–1994), Landwirt, Multifunktionär und Politiker
- Ernst Korp (* 1947), Gemeindebediensteter und Politiker, Landtagsabgeordneter der Steiermark (1993–2000), Bürgermeister von Pöls (2000–2012)
- Josef Schlager
- Alexander Setznagel OSB (1801–1887), Abt von St. Lambrecht 1865–1887
- Heribert Weber (* 1955), Fußballspieler und -trainer
- Günther Zgubic

### Mit Pöls verbundene Persönlichkeiten
- Johann Baptist von Winklern (1768–1841), Geistlicher, Theologe und Historiker, Hauptpfarrer und Deachant von Pöls (1832–1841)
- Ottokar Maria Graf von Attems (1815–1867), Pfarrer von Pöls (1841–1849), Fürstbischof von Seckau (1853–1867)
- Robert Gattinger (1902–1980), Maler und Grafiker
- Johann Kogler (* 1968), Fußballspieler und -trainer
- Andreas Mitterfellner (* 1981), achtfacher österreichischer Judo-Staatsmeister
- Gerald Nutz (* 1994), Fußballspieler
- Stefan Nutz (* 1992), Fußballspieler

## Sonstiges
- „Seniorenfreundliche Gemeinde 2004“
- „Kinderfreundlichste Gemeinde der Steiermark 2003“ in der Kategorie 2501–6000 Einwohner
- „Bürgerfreundlichste Gemeinde Österreichs 2000“ bis 5000 Haushalte
- „Schönstes Blumendorf der Steiermark 1999“